# Aloconota ventralis
Aloconota ventralis är en skalbaggsart som först beskrevs av Thomas Casey 1906.  Aloconota ventralis ingår i släktet Aloconota och familjen kortvingar. Inga underarter finns listade i Catalogue of Life.